# Siège titulaire d'Absa Salla
Absa Salla (italien : Absasalla) est un évêché titulaire de l'Église catholique romaine.
Il est l'héritier de l'ancien évêché de la ville antique d'Absa Salla, dont on ne connaît qu'un seul évêque, Dominique, qui a participé au concile africain de 646 et a signé une lettre au patriarche de Constantinople Paul II, lue plus tard lors du synode convoqué par le pape Martin Ier en 649.
| Évêques titulaires d'Absa Salla |                             |                                                   |                  |                   |
| Ordre                           | Nom                         | Administration                                    | de               | à                 |
| 1                               | Domenico Ferrara MCCJ       | Vicaire apostolique de Mupio (Soudan)             | 15 mars 1966     | 21 septembre 1998 |
| 2                               | Lawrence Pius Dorairaj      | Évêque auxiliaire à Madras-Mylapore (Inde)        | 28 novembre 1998 | 13 janvier 2012   |
| 3                               | Christopher Glancy (en) CSV | Évêque auxiliaire à Belize City-Belmopan (Belize) | 18 février 2012  |                   |